# Heidi Süß

Heidi Süß an der Akademie für Politische Bildung in Tutzing

Heidi Süß (* 1986 in Weiden i. d. Opf.) ist eine deutsche Soziologin, Autorin, Dozentin und Referentin.

## Leben
Heidi Süß ist in der nordostbayerischen Kleinstadt Weiden i.d. Oberpfalz geboren und aufgewachsen. Ihr Studium der Angewandten Sprachwissenschaften, Politik- und Medienwissenschaften an der Stiftung Universität Hildesheim schloss sie 2012 mit einer Magisterarbeit zum Thema „Gangsta-Rap als Mittel der Identitätskonstruktion im Migrationskontext“ ab. Nach dem Studium war sie für freie Träger der Kinder- und Jugendhilfe in Berlin tätig und absolvierte den berufsbegleitenden Promotionsstudiengang Qualitative Bildungs- und Sozialforschung an der Otto-von-Guericke-Universität Magdeburg. Ab 2015 erfolgte die Promotion als Stipendiatin im interdisziplinären Graduiertenkolleg Gender & Bildung an der Stiftung Universität Hildesheim mit einer Doktorarbeit über Männlichkeiten im Deutschrap. Zwischen 2021 und 2022 war sie wissenschaftliche Mitarbeiterin an der Hochschule Magdeburg-Stendal. Seit Frühjahr 2025 hat Heidi Süß eine Professur für Soziale Arbeit an der International University of Applied Sciences Braunschweig inne. Außerdem ist sie als freie Autorin, Dozentin, Referentin und Wissenschaftlerin tätig.
Heidi Süß ist Herausgeberin zweier Sammelbände zum Thema Deutschrap (Rap & Geschlecht, Rap.Politisch.Rechts, beide 2021 Beltz/Juventa) und hat zahlreiche Artikel und Beiträge zum Thema verfasst. Gemeinsam mit Marc Dietrich wurde von Süß 2023 außerdem eine Studie über Rassismus im Rap veröffentlicht. Heidi Süß gilt als Vertreterin der deutschsprachigen HipHop-Forschung und des HipHop-Feminismus. Sie wird regelmäßig als Expertin zum Thema Deutschrap angefragt, darunter zum Thema Sexismus und #metoo-Debatte, Heterogenität im Rap, Rassismus oder problematischen Männlichkeitsbildern. Heidi Süß vertritt eine feministische, intersektionale Perspektive und gilt als kritische Stimme im deutschsprachigen HipHop-Diskurs.
Seit 2017 ist Heidi Süß Trainerin in der Abteilung Boxen des SV Lurich 02 e.V. Berlin. Sie lebt in Berlin-Kreuzberg.

## Schriften (Auswahl)
- mit Marc Dietrich: Rap & Rassismus. Zur Aushandlung von Rassismus in Musikvideos, (Szene)Medien und Social Media. Beltz/Juventa, Weinheim 2023, ISBN 978-3-7799-7620-2
- Eine Szene im Wandel. Rap-Männlichkeiten zwischen Tradition und Transformation. Campus, Frankfurt/New York 2021, ISBN 978-3-5935-1388-1
- Rap & Geschlecht: Inszenierungen von Geschlecht in Deutschlands beliebtester Musikkultur. (Hrsg.): Beltz/Juventa, Weinheim 2021, ISBN 978-3-7799-6366-0
- mit Nicolai Busch (Hrsg.): Rap. Politisch. Rechts? Ästhetische Konservatismen im Deutschrap. Beltz/Juventa, Weinheim 2021, ISBN 978-3-7799-6365-3
- Einsam, traurig, überfordert. Rap-Männlichkeiten zwischen gewaltigen Emotionen und gewaltvollen Männlichkeitsskripten. In: Hodaie, Nazli; Hofmann, Gabriele; Kimminich, Eva; Reitsamer, Rosa; Rellstab, Daniel (Hrsg.): (Deutsch-)Rap und Gewalt – Ambivalenzen und Brüche. Beltz/Juventa, Weinheim 2024, ISBN 978-3-7799-7278-5
- Bitch. In: Irene Leser (Hrsg.): Big B. Bedeutende Berliner Begriffe. Bebra Verlag, Berlin 2023, ISBN 978-3-8148-0280-0
- Boxen. In: Irene Leser (Hrsg.): Big B. Bedeutende Berliner Begriffe. Bebra Verlag, Berlin 2023, ISBN 978-3-8148-0280-0
- zus. mit Marc Dietrich: 40 Jahre Rap in Deutschland. Grundzüge einer Szeneanalyse unter intersektionalen und intergenerationalen Vorzeichen. In: Dietrich, Marc; Seeliger, Martin (Hrsg.): Deutscher Gangsta-Rap III. Soziale Konflikte und kulturelle Repräsentationen. Transcript, Bielefeld 2022, ISBN 978-3-8376-6055-5
- mit Beatrix Kreß: German rap – a changing cultural field from a gender studies perspective. In: Gonçalves, Susana; Majhanovich, Suzanne (Hrsg.): Art in diverse social settings. Bingley: Emerald 2021, ISBN 978-1-80043-897-2
- Vaterschaft, Selbstzweifel, Angeln. Die Care-Seite des deutschsprachigen Rap. In: Dinges, Martin (Hrsg.): Männlichkeiten und Care. Selbstsorge, Familiensorge, Gesellschaftssorge. Beltz/Juventa, Weinheim 2020, ISBN 978-3-7799-6227-4